# Artère plantaire médiale
L'artère plantaire médiale (ou  artère plantaire interne) est une artère du membre inférieur située dans la face plantaire du pied.

## Origine
L'artère plantaire médiale est la branche terminale médiale de l'artère tibiale postérieure dans sous la malléole médiale sur la face médiale du calcanéus.

## Trajet
L'artère plantaire médiale se dirige en avant accompagnée latéralement par le nerf plantaire médialen passant entre le tendon du muscle fléchisseur commun des orteils et le muscle abducteur de l'hallux.Puis elle longe le bord médial du tendon du muscle long fléchisseur de l'hallux,. 

## Terminaison
L'artère plantaire médiale se termine au niveau du corps du premier métatarsien en se divisant en un rameau superficiel et un profond.
Le rameau superficiel vascularise la loge plantaire médiale et l’artère digitale plantaire médiale de l'hallux.
Le rameau profond  s’anastomose en profondeur avec l'artère métatarsienne dorsale et métatarsienne plantaire du premier espace métatarsien,,,,.